# Müncheni egyezmény
| 0. Lengyel–ukrán háború                                  | 1918. | 11. 01. - 1919. 07. 18.  |
| 1. Versailles-i békeszerződés                            | 1919. |                          |
| 2. Lengyel–szovjet háború                                | 1919. | 02. 14. - 1921. 03. 18.  |
| 3. Trianoni békeszerződés                                | 1920. |                          |
| 4. Rapallói egyezmény                                    | 1920. | november 12.             |
| 5. Francia–lengyel katonai szövetség (en)                | 1921. | február 16.              |
| 6. Rigai béke (en)                                       | 1921. | március 18.              |
| 7. Menetelés Rómába                                      | 1922. | október 28 - 29.         |
| 8. Korfui összetűzés (olasz-görög) (en)                  | 1923. | aug. - szept.            |
| 9. Müncheni sörpuccs                                     | 1923. | november 8.              |
| 10. A Ruhr-vidék francia–belga megszállása (en)          | 1923. | - 1925.                  |
| 11. Libia megszállása - Második olasz–líbiai háború (en) | 1923. | - 1932.                  |
| 12. Mein Kampf (Harcom) megjelenése                      | 1925. |                          |
| 13. Dawes-terv (en)                                      | 1924. |                          |
| 14. Locarnói egyezmény                                   | 1925. | december 01.             |
| 15. Young-terv (en)                                      | 1929. |                          |
| 16. Nagy gazdasági világválság                           | 1929. | október 24. – 1941.      |
| 17. Mandzsúria japán lerohanása (en)                     | 1931. | 09. 18. - 1932. 02. 26.  |
| 18. Mandzsukuo megszállása                               | 1931  | – 1942.                  |
| 19. Sanghaj-i január 28-i összetűzés (en)                | 1932. | 01. 28. – 03. 03.        |
| 20. Szovjet–lengyel megnemtámadási egyezmény             | 1932. | július 25.               |
| 21. Genfi leszerelési világértekezlet (en)               | 1932. | 02.02. - 1934.06.11.     |
| 22. Első hopeji hadjárat/A nagy fal védelme (en)         | 1933. | 01.01 - 05.31.           |
| 23. Belső-mongóliai hadjárat (en)                        | 1933. | - 1936.                  |
| 24. Hitler lesz a kormányfő és az államfő is egyben      | 1933. | - 1934.                  |
| 25. A tanggui fegyverszünet (en)                         | 1933. | május 31.                |
| 26. Németország újrafelfegyverzése elindul (en)          | 1933. | július 12.               |
| 27. Olasz–szovjet egyezmény (en)                         | 1933. | szeptember 2.            |
| 28. Belső-mongóliai hadjárat (en)                        | 1933. | ápr.- 1936. dec.         |
| 29. Németország elhagyta a leszerelési értekezletet (en) | 1933. | október 14.              |
| 30. Németország kilép a Nemzetek Szövetségéből (en)      | 1933. | okt. 19. - nov. 12.      |
| 31. Német–lengyel megnemtámadási egyezmény               | 1934. | január 26.               |
| 32. A Saar-vidéki népszavazás/visszatérés Németországhoz | 1935. | január 13.               |
| 33. Kötelező sorozás kezdődik Németországban újra (en)   | 1935. | március 16.              |
| 34. Francia–szovjet segítségnyújtási szerződés (en)      | 1935. | május 2.                 |
| 35. Szovjet–csehszlovák segítségnyújtási szerződés (en)  | 1935. | május 16.                |
| 36. He-Umezu egyezmény (en)                              | 1935. | 06. 10. - 1937. 07. 07.  |
| 37. Angol–német tengerészeti egyezmény (en)              | 1935. | június 18.               |
| 38. December 9-i megmozdulások Pekingben (en)            | 1935. | december 9.              |
| 39. Második olasz–etióp háború (abesszíniai háború)      | 1935. | 10. 3.- 1937. 02. 19.    |
| 40. A Rajna-vidéki bevonulás (en)                        | 1936. | március 7.               |
| 41. Spanyol polgárháború kezdete                         | 1936. | júl. 17. - 1939. ápr. 1. |
| 42. A Berlin–Róma-tengely (német–olasz egyezmény)        | 1936. | október 27.              |
| 43. Antikomintern paktum                                 | 1936. | november 25.             |
| 44. Suiyuan hadjárat (en)                                | 1936. | október - november       |
| 45. Hsziani válság (en)                                  | 1936. | december 12-26.          |
| 46. Második kínai–japán háború                           | 1937. | - 1945.                  |
| 47. A USS Panay-incidens (en)                            | 1937. | december 12.             |
| 48. Ausztria bekebelezése (Anschluss)                    | 1938. | március 12.              |
| 49. Májusi válság (német–cseh határ) (en)                | 1938. | május 19 - 23.           |
| 50. Haszan-tavi csata/Csangkufengi összecsapás           | 1938. | júl. 29. - aug. 11.      |
| 51. Német–csehszlovák kisháború (Ordnersgruppe) (en)     | 1938. | szeptember 16 - 17.      |
| 52. Müncheni egyezmény                                   | 1938. | szeptember 29.           |
| 53. A Szudéta-vidék Birodalomhoz csatolása (en)          | 1938. | október 01 - 10.         |
| 54. Első bécsi döntés                                    | 1938. | november 02.             |
| 55. A Szlovák Köztársaság kikiáltása                     | 1939. | március 14.              |
| 56. Csehszlovákia német megszállása (en)                 | 1939. | március 15.              |
| 57. Litvánia náci megfenyegetése, Memel elcsatolása (en) | 1939. | március 20 - 22.         |
| 58. Magyar–szlovák kis háború                            | 1939. | március 23 - 31.         |
| 59. A spanyol polgárháború végső hadműveletei (en)       | 1939. | március 26. - április 1. |
| 60. Danzigi válság (en)                                  | 1939. | március - augusztus      |
| 61. Angol függetlenségi garancia Lengyelországnak (en)   | 1939. | március 31.              |
| 62. Albánia olasz lerohanása (en)                        | 1939. | április 7-12.            |
| 63. Szovjet–angol–francia tárgyalások Moszkvában (en)    | 1939. | ápr. 15.- aug. 21.       |
| 64. Német–olasz barátsági és katonai szerződés           | 1939. | május                    |
| 65. Halhín-goli csata                                    | 1939. | május - szeptember       |
| 66. Molotov–Ribbentrop szerződés                         | 1939. | augusztus 23.            |
| 67. Lengyelország német lerohanása                       | 1939. | szept. 1. - okt. 6.      |

A müncheni egyezmény 1938. szeptember 29-én Bajorország fővárosában, Münchenben létrejött többoldalú nemzetközi megállapodás a Német Birodalom, az Egyesült Királyság, Franciaország és az Olasz Királyság között, amely Csehszlovákia felosztásáról intézkedett.

Csehszlovákia területe:
1. németek által lakott Szudéta-vidék
2. Felvidék magyarok által lakott része
3. Kárpátalja
4. lengyel többségű Teschen
5. Cseh–Morva Protektorátus területe
6. Jozef Tiso vezette első Szlovák Köztársaság

## Előzmények
Közvetlen előzménye az anschluss, Ausztriának Németországhoz való csatolása volt 1938. március 12-én. Az egyezményt a Német Birodalom részéről Hitler, Nagy-Britannia részéről Neville Chamberlain, Franciaország részéről Édouard Daladier, Olaszország részéről Benito Mussolini kötötte meg.
Hitler az egyezmény létrehozásánál a Németországon kívül élő német kisebbség, a Csehszlovákiában élő, Konrad Henlein által vezetett szudétanémetek helyzetét használta fel ürügyként.

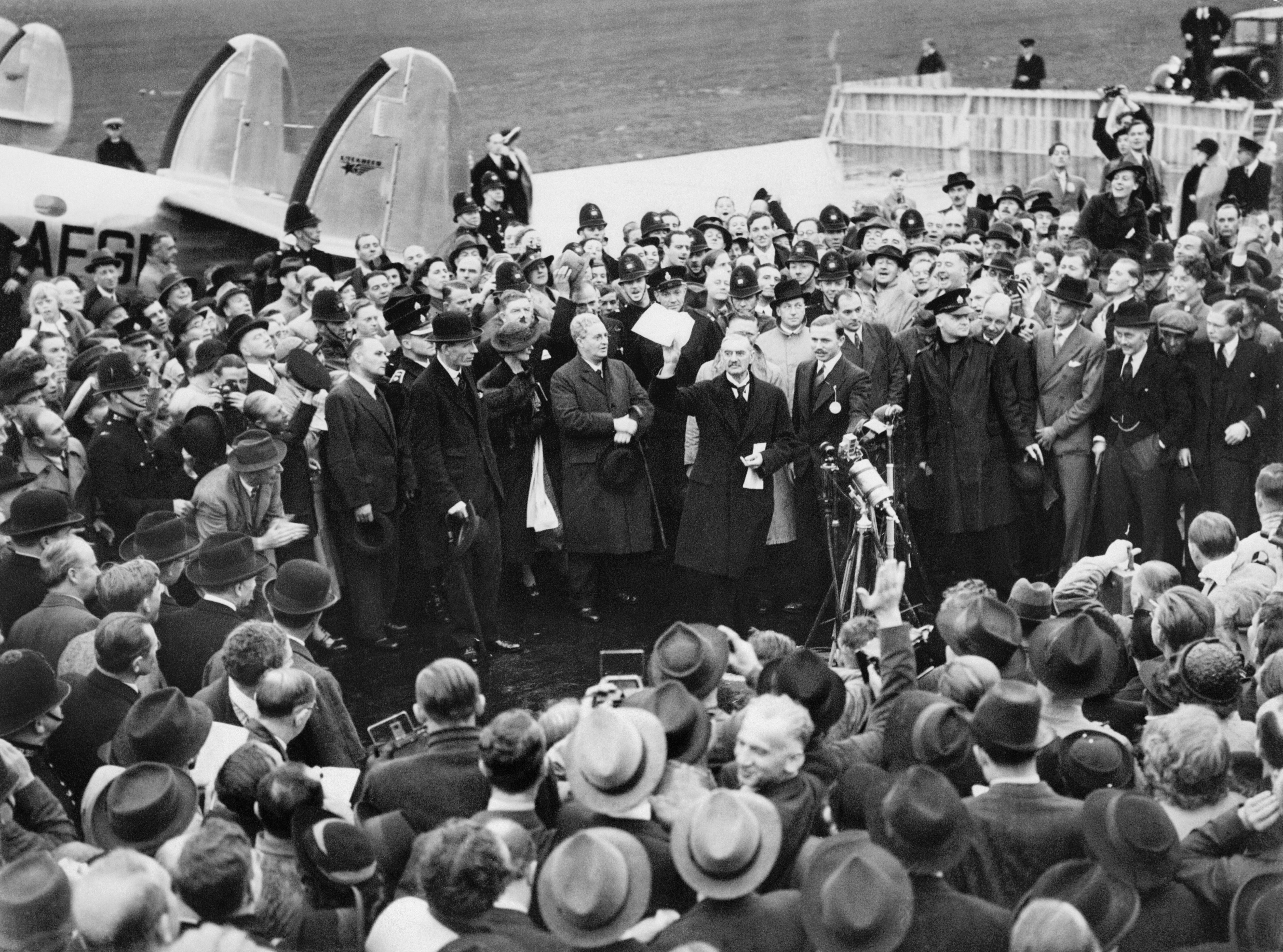
Neville Chamberlain a hestoni repülőtéren 1938. szeptember 30-án

Emlékezetes Chamberlain angol miniszterelnöknek a hazatérésekor a hestoni repülőtéren mondott beszéde, amelyben kijelentette, hogy Németország és Anglia között nem kerülhet sor soha többé háborúra.
Az egyezmény készítette elő Csehszlovákia szétdarabolását.

## Az egyezmény
Az egyezmény leglényegesebb része:
"Németország, az Egyesült Királyság, Franciaország és Olaszország, tekintetbe véve a szudétanémet terület elcsatolására vonatkozólag elvben már elért megállapodásokat, megegyezett ennek az elcsatolásnak alább következő feltételeiben és módozataiban, valamint az ennek következtében foganatosítandó intézkedésekben, és a jelen egyezménnyel egyenként felelősséget vállalnak az egyezmény végrehajtásának biztosításához szükséges lépésekért.
1. A kiürítés október 1-jén kezdődik.
2. Az Egyesült Királyság, Franciaország és Olaszország megállapodnak abban, hogy a terület kiürítése október 10-ig befejeződik, mégpedig anélkül, hogy a meglevő berendezések bármelyikét lerombolnák, és hogy a csehszlovák kormány felelős azért, hogy a kiürítés az említett berendezések megrongálása nélkül menjen végbe.
3. A kiürítés módozatait részleteiben egy Németország, az Egyesült Királyság, Franciaország, Olaszország és Csehszlovákia képviselőiből álló bizottság fogja megállapítani.
4. A túlnyomórészt németek lakta területek német csapatok által való fokozatos megszállása október 1-jén kezdődik. A mellékelt térképen megjelölt négy zónát a német csapatok a következő sorrendben fogják megszállni..."

## Következmények
Csehszlovákiának a nyugati hatalmak részéről történt feláldozása sem akadályozhatta meg azonban a második világháború kitörését, sőt, inkább elősegítette azt.
Az egyezmény következményeként Lengyelország egyoldalúan megszállta Teschen vidékét, Szlovákia és Kárpátalja autonómiát kapott, Magyarország pedig tárgyalásokba kezdett a magyar lakta vidékek visszacsatolásáról. Ipolyságot még a tárgyalások során visszaadták. A magyar kisebbség öntudatra ébredt és tiltakozott illetve demonstrált jogos követelései mellett. A szlovák–magyar viszony elmérgesedett és pattanásig feszült, határincidensekre is sor került, főképp az első bécsi döntést követően.
A csehszlovák területvesztés súlyos belpolitikai válságot okozott, melynek során új, de már kényszerpályán mozgó cseh kormányok alakultak. Eduard Beneš nagyobb összeget menekített a Londoni Bankba, hogy emigráns kormányt alakíthasson, majd röviddel ezután lemondott és légi úton emigrált. A Szudétavidékről elmenekülők közül csak a cseheket fogadták be, a zsidókat és politikai menekült németeket kiadták a német birodalomnak, akik közvetlenül ezt követően vagy a koncentrációs táborokban lelték halálukat. A katonai vezetés egy része ellenállt volna, s a cseh politikai vezetést árulással vádolta, de katonai puccsra nem került sor. Egyik hangadójuk Emanuel Moravec később az egyik legkitartóbb cseh kollaboráns lett.
Az első bécsi döntés határozott a magyarlakta területek Magyarországhoz csatolásáról 1938. november 2-án. 1939. március 14-én német nyomásra Szlovákia kikiáltotta függetlenségét, melynek élére a tisói klérofasiszta bábkormány került. Másnapra Hitler bevonult Prágába, s a német birodalom részeként létrehozták a Cseh–Morva Protektorátust. Magyarország elfoglalta az anarchiába süllyedő Kárpátalját és a feszült katonapolitikai helyzetben kitört a magyar–szlovák kis háború, melynek további eszkalálódását 1939 április elején sikerült megállítani.
A müncheni egyezmény okozta cseh bomlási folyamat volt végül az az erő, amelyik feloszlatta az úgynevezett kisantant szövetséget, mely az antant hatalmak bábáskodásával jött létre az 1920-as évek elején.

## Irodalmi és filmes feldolgozás
- Robert Harris: München, Bp., GABO,  2015 és 2022.  [regény]
- München (2022) (eredetiben:  Munich: The Edge of War ) [Netflix-játékfilm]